# والتر كيمبرلي
والتر كيمبرلي (بالإنجليزية: Walter Kimberley)‏ هو لاعب كرة قدم بريطاني (وحمل سابقاً جنسية المملكة المتحدة لبريطانيا العظمى وأيرلندا) في مركز الظهير، ولد في 28 سبتمبر 1884 في المملكة المتحدة، وتوفي بنفس المكان في 22 أبريل 1917. لعب مع أستون فيلا وكوفنتري سيتي ونادي والسول.